# Partia Tude
Partia Tude (pers. حزب توده ایران, Hezb-e Tude Iran, dosł. Partia Mas, Partia Mas Irańskich) – irańska komunistyczna partia polityczna, założona w 1941, zdelegalizowana w 1949, ponownie aktywna w latach 1951-1983, od tego czasu działająca jedynie na emigracji. 
Utworzona w 1941 przez grupę młodych irańskich intelektualistów, więzionych z powodów politycznych przez Rezę Szaha, początkowo deklarowała się jako masowa organizacja zrzeszająca ludzi o szerokim spektrum poglądów (od demokratów i konstytucjonalistów do komunistów). Szybko przeszła jednak na pozycje marksistowskie i proradzieckie. W ciągu pierwszych lat działania zyskała ogromne poparcie wśród irańskich robotników, przyciągnęła też znaczną grupę intelektualistów i twórców kultury. Część poparcia straciła jednak wskutek swojej – narzuconej przez Moskwę – postawy podczas kryzysu irańskiego. W 1949 została zdelegalizowana po nieudanym zamachu na szacha Mohammada Rezę. 
Partia Tude była wśród organizacji wspierających rząd Mosaddegha i nacjonalizację irańskiej ropy naftowej. Lata 1951-1953 były okresem jej największych wpływów na krajowej scenie politycznej. Po zamachu stanu przeprowadzonym przez CIA przeciwko Mosaddeghowi działaczy i sympatyków partii poddano represjom. W ciągu kolejnych dwóch dekad partia odzyskała część dawnego poparcia, jednak była znacznie osłabiona represjami ze strony tajnej policji SAWAK i wewnętrznymi sporami. Podczas rewolucji islamskiej stanęła po stronie Chomejniego, spodziewając się, że rządy organizacji religijnych będą krótkotrwałe i poprzedzą rewolucję socjalistyczną. Rachuby te nie spełniły się. W 1983 partia Tude została zdelegalizowana. Wielu działaczy komunistycznych zostało uwięzionych i zmuszonych do odwołania swoich poglądów, część zginęła w więzieniach wskutek tortur lub została stracona z wyroku trybunału rewolucyjnego. 

## Historia

### 1941-1946
Partia została utworzona 29 września 1941 przez dwudziestu trzech byłych więźniów politycznych i młodych absolwentów studiów w Europie (należących do tzw. grupy pięćdziesięciu trzech), na spotkaniu w domu Solejmana Eskandariego; jego bratanek Iradż nieformalnie przewodził twórcom organizacji, inną znaczącą postacią był Chalel Maleki. Dla nowej organizacji wybrano nazwę, która miała sugerować dążenie do przyciągnięcia jak największej liczby sympatyków z różnych pokoleń i o różnych zapatrywaniach - zarówno socjalistów i komunistów, jak i demokratów oraz "postępowych patriotów". Eskandari podkreślał we wspomnieniach, że twórcy partii zamierzali uniknąć sekciarstwa. Dlatego też pierwszym przewodniczącym partii został Solejman Eskandari, uczestnik rewolucji konstytucyjnej. Na jego żądanie w pierwszych latach, przynajmniej do śmierci Eskandariego w 1944, unikała haseł antyreligijnych, ograniczając się do wezwań do radykalnej przebudowy porządku społecznego. Właśnie w zrażaniu do siebie ludzi pobożnych Eskandari widział przyczynę wcześniejszych niepowodzeń irańskiej lewicy. W tymczasowym programie partii znalazły się głównie ogólnikowe wezwania do respektowania praw konstytucyjnych, przyłączenia się do światowej walki z faszyzmem i barbarzyństwem, respektowania praw człowieka i swobód obywatelskich.
Założenia Eskandariego nie sprawdziły się; już w 1942, w momencie redagowania swojego pierwszego programu, partia Tude zwróciła się ku komunizmowi, a inspiracji i ideowych wskazówek zaczęła szukać w Moskwie. We wspomnianym programie zapisano, że irańskie społeczeństwo dzieliło się na dwie wielkie klasy: posiadających środki produkcji w znacznej ilości i pozbawionych własności o większym znaczeniu. Do drugiej grupy zaliczono robotników, rzemieślników, chłopów, kupców i "postępowych intelektualistów". Wskazano, że abdykacja Rezy Szaha nie zmieniła zasadniczo sytuacji społecznej w kraju, gdyż nadal władza w Iranie należała do oligarchii właścicieli ziemskich oraz  kapitalistów.

Sadegh Hedajat był wśród sympatyków Tude z grona irańskiej inteligencji

W 1944 zmarł Solejman Eskandari. Kierowanie organizacją przejął Iradż Eskandari. Większość zwolenników organizacji stanowili robotnicy z szybko rozwijających się ośrodków przemysłowych. Znaczne poparcie partia zyskała w pierwszych latach istnienia także wśród pisarzy i innych przedstawicieli inteligencji. Członkami lub sympatykami Partii Tude byli m.in. pisarze Sadegh Hedajat, Bozorg Alawi, Sadegh Czubak, poeci Nima Juszidż, Nader Naderpur, Ferejdun Tawallali, Siawasz Kasrai i Ahmad Szamlu, historycy Mehdi Bamdad, Mohammad Tamaddon, Morteza Rawandi, Said Nafisi, dramatopisarz Gholam Hosejn Saedi, reżyser Ebrahim Golestan, literaturoznawca Parwiz Natel Chanlari, filozof Dżalal Al-e Ahmad oraz wielu innych architektów, wykładowców akademickich, lekarzy, inżynierów i muzyków. "The Times" pisał, że w szczytowym okresie popularności partia Tude przyciągała najbardziej utalentowanych i najlepiej wykształconych młodych Irańczyków. Partia przyciągała również przedstawicieli irańskich mniejszości etnicznych i religijnych – ludność tureckojęzyczną, chrześcijan i Kurdów.
Do lat 1945-1946 zgromadziła 50 tys. członków stałych i 100 tys. zarejestrowanych zwolenników. Z jej ramienia w irańskim parlamencie zasiadało sześciu deputowanych, z partii Tude wywodziło się trzech ministrów. Partyjne pismo "Przywódca" osiągnęło nakład 100 tys. egzemplarzy, a organizacja miała swoje oddziały w 78 miastach. Pod kontrolą partii Tude pozostawała Centralna Rada Skonfederowanych Związków Zawodowych z 33 oddziałami, do których należało 275 tys. osób, łącznie 75% zatrudnionych w przemyśle. Najważniejsze wydarzenia polityczne organizowane przez partię 1 maja i w Dniu Konstytucji przyciągały w Teheranie nawet 40-60 tys. uczestników. Według niektórych obserwatorów irańskiego życia politycznego gdyby wybory parlamentarne zostały przeprowadzone w sposób uczciwy, poparcie dla Tude mogłoby osiągnąć poziom 40%. Brytyjscy konsulowie urzędujący poza Teheranem podkreślali, że w Abadanie, Mazandaranie lub Gilanie partia była najbardziej wpływową siłą polityczną i to od jej postawy zależało działanie rafinerii i pól oraz bezpieczeństwo brytyjskiego personelu. 
Jeszcze w maju 1946 kontrolowane przez partię Tude związki zawodowe zorganizowały strajk generalny w całym przemyśle naftowym, doprowadzając Anglo-Persian Oil Company (określaną przez samych Brytyjczyków jako chciwą, arogancką i lekceważącą pracowników) do poważnych ustępstw. Robotnicy wywalczyli wówczas ośmiogodzinny dzień pracy, lepsze warunki zakwaterowania, podwyższenie wynagrodzeń i wprowadzenie płatnych nadgodzin. Na fali tego sukcesu partia zdołała w parlamencie doprowadzić do przegłosowania pierwszego na Bliskim Wschodzie kompleksowego prawa pracy, przewidującego płacę minimalną, ośmiogodzinny dzień pracy, ubezpieczenia dla robotników, sześć świątecznych dni wolnych od pracy (jednym z nich był 1 maja), zasiłki dla bezrobotnych, zakaz pracy fizycznej dzieci. Do rządu Ahmada Ghawama weszło trzech działaczy Tude (był to jedyny w historii przypadek, gdy w rządzie irańskim zasiedli komuniści).
Rok 1946 przyniósł jednak partii poważne straty, wywołane jej postawą podczas kryzysu irańskiego. Związek Radziecki popierał oddzielenie się od Iranu Republiki Mahabadzkiej (Kurdyjskiej) oraz Autonomicznej Republiki Azerbejdżanu; irańscy komuniści musieli w tej sprawie przyjąć stanowisko Moskwy, chociaż, jak wspominał Iradż Eskandari, byli taką linią polityczną skonsternowani, a wręcz zszokowani. Drugim postulatem, który musieli wprowadzić do programu na żądanie ZSRR było przyznanie temu państwu koncesji naftowej w północno-zachodnim Iranie. Żądanie to zostało źle odebrane przez irańskie społeczeństwo, kojarzyło się z polityką carskiej Rosji wobec Persji. Stało także w sprzeczności z wezwaniami do nacjonalizacji przemysłu naftowego, które wcześniej głosiła partia. 
Poparcie przez Tude secesji Kurdów i Azerów – których państwa zostały szybko zlikwidowane przez wojsko irańskie – stało się dla rządu pretekstem do aresztowania jej przywódców i wygnania z kraju Eskandariego. Zamknięto także lokalne kluby i biura partyjne oraz ograniczono możliwości działania związków zawodowych. Rząd wspólnie z Brytyjczykami wyreżyserował również serię "buntów plemiennych", które miały zaszkodzić przede wszystkim terenowym strukturom partii Tude. W samej partii doszło do rozłamu – opuściła ją umiarkowana frakcja Chalela Malekiego.

### 1946-1953
W 1949 partia została zdelegalizowana po tym, gdy jej członek dokonał nieudanego zamachu na szacha Mohammada Rezę przed bramą Uniwersytetu Teherańskiego. Według innego źródła zamachowiec był szyickim fundamentalistą z organizacji Fedaini Islamu.
Nielegalna partia udzieliła poparcia działaniom Mohammada Mosaddegha, premiera Iranu w latach 1951–1952. Mosaddegh ponownie umożliwił organizacji legalną działalność. W kwietniu 1951 to strajk generalny przeprowadzony przez partię Tude pozwolił mu przekonać parlament do zaakceptowania projektu nacjonalizacji ropy naftowej. 
Mimo to 17 sierpnia 1953 nakazał partii zaprzestanie publicznych wystąpień w obronie rządu (padały podczas nich również hasła antymonarchiczne) i zapowiedział, że policja i wojsko będzie tłumić manifestacje komunistów. W rezultacie dwa dni później, gdy na ulicach Teheranu doszło do demonstracji przeciwko rządowi, w ramach zaplanowanego przez CIA zamachu stanu, zwolennicy partii Tude nie wystąpili ponownie po stronie Mosaddegha. Była to dla partii błędna decyzja; być może był to efekt nieudolności liderów partii, którzy od śmierci Stalina w marcu 1953 nie otrzymywali już z Moskwy dokładnych instrukcji postępowania. Sama partia twierdziła, że w 1953 nie zdołała przejąć władzy, gdyż nie miała poparcia na wsi. Według M. Axworthy'ego prawdziwą przyczyną klęski partii Tude były jednak złe decyzje liderów, brak gotowości do samodzielnego przejęcia odpowiedzialności za kraj i niezdolność do długofalowego planowania politycznego. T. Coville wskazuje, że bardzo silna pozycja partii komunistycznej w otoczeniu Mosaddegha była jedną z przyczyn, dla których jego rząd stracił poparcie duchowieństwa szyickiego, a zarazem jednym z powodów, dla których USA zdecydowały się na zorganizowanie w Iranie zamachu stanu. Lata 1951–1953 były szczytowym okresem wpływów Tude - nigdy później partia nie miała takiego znaczenia w irańskiej polityce.
Po zwycięstwie puczystów partię Tude spotkały brutalne represje. Służby bezpieczeństwa szacha aresztowały około czterech tysięcy członków partii, w tym czterystu sympatyków Tude w siłach zbrojnych (w tym 22 pułkowników, 69 majorów, 100 kapitanów, 193 poruczników, 19 podoficerów i 63 kadetów). Kilkunastu wojskowych zginęło po torturach, niektórzy cywilni przywódcy partii, jak charyzmatyczny Chosrow Ruzbe, zostali skazani na śmierć i straceni. Żadnej innej irańskiej organizacji politycznej nie spotkały po 1953 tak silne prześladowania. W rezultacie do końca dekady ruch komunistyczny w Iranie przestał funkcjonować. Niektórzy członkowie partii Tude przeszli następnie na pozycje radykalnego islamu i tworzyli organizację Fedainów Islamu.  
Według Abrahamiana Tude nie była długo dominującą siłą w Iranie, lecz wywarła ogromny wpływ na życie polityczne w tym kraju. Była pierwszą w Iranie organizacją aspirującą do miana partii masowej, tworzącą lokalne komórki, organizującą konferencje i kongresy. Wprowadziła do języka perskiego szereg terminów politycznych, takich jak imperializm, kolonializm, faszyzm, burżuazja, ludzie pracy, arystokracja, reakcja i postęp, tożsamość klasowa, konflikt klasowy, dynamika klasowa. Rozpowszechniły się one także w retoryce innych irańskich partii i ugrupowań. Partia jako pierwsza w Iranie wystąpiła z ideą nadania kobietom równych z mężczyznami praw politycznych, w tym wyborczych. Domagała się reformy rolnej. Podkreślała znaczenie epoki przedislamskiej dla kultury irańskiej, propagowała historię starożytnego Iranu i dawną literaturę perską. Idealizowała także irańską rewolucję konstytucyjną.

### 1953-1979
W latach 70. XX wieku idee głoszone przez partię Tude nadal miały pewne poparcie w kręgach irańskich pisarzy i intelektualistów. Ruch komunistyczny był infiltrowany i represjonowany przez tajną policję szacha – SAWAK. W partii doszło również do sporów wewnętrznych na tle oceny konfliktu radziecko-chińskiego i nowych ruchów rewolucyjnych w Ameryce Łacińskiej. Mimo to na krótko przed rewolucją islamską partia Tude częściowo odzyskała dawne znaczenie. Od 1959 do 1969 na czele partii stał bardziej umiarkowany w poglądach Reza Radmanesz. W 1969 na sekretarza generalnego ponownie wybrano Iradża Eskandariego, który sprawował obowiązki do kongresu partyjnego w 1978.  

### Po rewolucji islamskiej
Ruhollah Chomejni był zdecydowanym przeciwnikiem radykalnej lewicy. Mimo to partia Tude poparła rewolucję islamską w Iranie, gdyż w ocenie polityków partii była to rewolucja burżuazyjna, konieczny etap historii przed rewolucją socjalistyczną. Komuniści wspierali również Partię Republiki Islamskiej. Byli przekonani, że rząd zdominowany przez duchownych szyickich jest skazany na upadek, a w otoczeniu Chomejniego zwyciężą politycy o poglądach proradzieckich, lewicujących. Partia była również zadowolona z antyamerykańskiego stanowiska zwycięskich rewolucjonistów (aprobowała atak na ambasadę USA w Teheranie).
Partia, jak okazało się podczas aresztowań w r. 1983, posiadała pewne poparcie w armii irańskiej. Na początku wojny iracko-irańskiej członkowie partii Tude wezwali społeczeństwo Iranu do walki z Irakijczykami. 
Po zwycięstwie rewolucji islamskiej biura partii Tude były obiektem ataków radykalnych zwolenników Chomejniego (Hezbollahi). W 1981 premier Mir Hosejn Musawi rozpoczął usuwanie zwolenników organizacji z irańskiej administracji. W roku następnym partia została ponownie zdelegalizowana, a jej przywódcy i aktywiści (łącznie kilka tysięcy osób) na czele z sekretarzem generalnym Nureddinem Kianurim – uwięzieni. Bezpośrednią przyczyną tych działań rządu było ujawnienie szczegółów współpracy partii Tude ze Związkiem Radzieckim, przekazanych Brytyjczykom, a przez nich – rządowi irańskiemu przez zbiegłego oficera KGB Władimira Kuziczkina. Partia Republiki Islamskiej zdecydowała się na rozprawę z komunistami, gdyż uznała, że sama jest na tyle silna, by obyć się bez poparcia lewicy. Nagrania z przesłuchań aresztowanych komunistów były następnie emitowane w państwowej telewizji. Między majem 1983 a majem 1984 wyemitowano przesłuchania niemal wszystkich członków kierownictwa partii, którzy pod przymusem przyznawali się do zdrady stanu i innych "przerażających zbrodni", potępiali marksizm-leninizm i chwalili islamski rząd. W maju 1984 w telewizji pokazano przesłuchanie Ehsana Tabariego, działającego w partii od czterdziestu lat, który publicznie przyznał się, iż jego dotychczasowe postępowanie było bezowocne i szkodliwe, gdyż opierało się na ideach masonerii, zachodnich liberałów, syjonistów i marksistów. Tabari deklarował, że od tej pory podstawą jego światopoglądu będzie szyizm, powoływał się na postacie dwunastu imamów i filozofów islamskich. Zaprezentowane publicznie wystąpienia liderów partii zostały wymuszone torturami. Dalszych czternastu czołowych działaczy partii Tude zmarło w więzieniach wskutek tortur i złego traktowania. Członkowie partii byli wśród skazanych na śmierć przez sądy rewolucyjne w latach 1981-1985. Egzekucje i procesy czołowych działaczy komunistycznych zostały przerwane jedynie pod naciskiem ZSRR.
Delegalizując partię Tude, zwolennicy Chomejniego pozbyli się ostatniej poważnej organizacji, która mogłaby stanowić dla nich konkurencję polityczną. Członkowie Tude byli wśród ofiar masowych egzekucji więźniów politycznych w 1988, przeprowadzonej na osobiste polecenie Chomejniego.